# جيورجي كيس
جيورجي كيس (بالمجرية: Kiss György)‏ هو عداء مسافات طويلة مجري، ولد في 1 مايو 1936، وتوفي في 27 يونيو 1987.

## وصلات خارجية
- جيورجي كيس على موقع أوليمبيديا (الإنجليزية)
- جيورجي كيس على موقع اللجنة الأولمبية المجرية (الهنغارية)